# بادبنتهایم
بادبنتهایم (به آلمانی: Bad Bentheim) یکی از شهرهای آلمان واقع در ایالت نیدرزاکسن در شمال غرب این کشور می‌باشد. جمعیت این شهر طبق آمار دسامبر ۲۰۱۳ میلادی برابر با ۱۵٫۰۶۸ نفر است. این شهر به شبکه سراسری راه‌آهن متصل بوده و از فرودگاه بین‌المللی مونستر-اسنابروک واقع در گروناو ۱ ساعت با اتومبیل فاصله دارد.
حدشهر ۴۹ کیلومتر، از شمال به جنوب ۱۴ کیلومتر و از شرق به غرب ۱۲ کیلومتر است. محدودهٔ بادبنتهایم، همراه با توابع آن، به مساحت ۱۰۰٫۱۶ کیلومتر مربع می‌باشد.